# Gorle
Gorle – miejscowość i gmina we Włoszech, w regionie Lombardia, w prowincji Bergamo.
Według danych na styczeń 2009 gminę zamieszkiwało 6311 osób przy gęstości zaludnienia 2630 os./1 km².